# Pajusti
Pajusti es un pueblo del municipio de Vinni, en el condado de Lääne-Viru, Estonia, con una población censada a final del año 2021 de 640 habitantes. 

## Geografía
Pajusti se encuentra a 5,5 kilómetros al sur de Rakvere y 100 km al este de Tallin. El robledal de Vinni-Pajusti es el robledal más antiguo y grande de Estonia.

## Historia
El pueblo de Pajusti fue mencionado por primera vez en 1405. Un antiguo cementerio estaba ubicado en el extremo sur del pueblo. En 1537 se menciona el lugar con el nombre de Pajus y en 1726 como Pajust.
La escuela del pueblo de Pajusti se construyó en 1874. 
En Pajusti hay un cobertizo de pulverización que se construyó a finales de la década de 1920. Durante la Segunda Guerra Mundial, cuando las tropas alemanas derrotaron a los rusos en la batalla de Vinni en 1941, los habitantes del pueblo fueron a bailar al pub esa noche (actualmente el edificio está en ruinas). 
Pajusti fue una aldea hasta 1970, llegando a ser un asentamiento urbano en la década de 1970 y recibiendo el estatus de ciudad en 1977. Durante la época soviética, Pajusti fue el centro de la granja colectiva Eduard Wilde.

## Demografía
La evolución de la población de Pajusti entre 2000 y 2021 fue la siguiente:
| 822                                            | 817 | 769 | 736 | 694 | 645 | 640 |
| (Fuente: Distribución de población de Estonia) |     |     |     |     |     |     |

Según el censo de 2021, los estonios representan el 96,6% de la población local.